# Мейтленд, Дональд
Сэр Дональд Джеймс Дандас Мейтленд (англ. Donald J. D. Maitland; 16.08.1922, Эдинбург — 22.08.2010) — британский дипломат.
Обучался в колледже Джорджа Уотсона (en:George Watson's College) и Эдинбургском университете.
С 1947 года на дипломатической службе.
В 1956—1960 годах директор Средневосточного центра арабских исследований (en:Middle East Centre for Arabic Studies).
В 1969—1970 годах посол Великобритании в Ливии.
Работал пресс-секретарём премьера Эдварда Хита.
В 1973—1974 годах постоянный представитель Великобритании при ООН.
В 1979—1982 годах постоянный представитель Великобритании при ЕЭС.
Рыцарь Великого Креста ордена Святого Михаила и Святого Георгия. OBE.